# Wavrechain-sous-Denain
Wavrechain-sous-Denain é uma comuna francesa na região administrativa de Altos da França, no departamento do Norte. Estende-se por uma área de 2.37 km². Em 2010 a comuna tinha 1 662 habitantes (densidade: 701,3 hab./km²).